# Аделаїда дель Васто
Аделаїда дель Васто (Аделазія, Азалаїс) (прибл. 1075 — 16 квітня 1118) — графиня Сицилії як третя дружина Рожера I Сицилійського та королева-консорт Єрусалиму від шлюбу з Балдуїном I Єрусалимським. Вона була регентом Сицилії під час неповноліття її сина Рожера II Сицилійського з 1101 по 1112 рік.

## Сім'я
Вона була дочкою Манфреда дель Васто (брата Боніфація дель Васто, маркіза Західної Лігурії, і Ансельма дель Васто). Її дядько мав великий політичний вплив у регіоні Лігурія — документ, що розповідає про діяння Рожера I, описує його як «найвідомішого маркіза Італії». Сім'я її батька була франкського походження з гілки Алерамічі, спільного походження від Алерамо з Монферрату з маркізами Монферрату. Її брати заснували лінії маркізів Салуццо, Буски, Ланчі, Чеви та Савони.
Її бабусею та дідусем по батькові були Тето II дель Васто та його дружина Берта Туринська, дочка маркграфа Ульріка Манфреда II Туринського.

## Графиня-консорт Сицилії
У 1089 році Аделаїда вийшла заміж за Рожера I, а її сестра вийшла заміж за позашлюбного сина Рожера Джордана. Рожер I помер у 1101 році, і Аделаїда правила як регент Сицилії за своїх маленьких синів Симона та Рожера II. Сама Аделаїда була досить молодою, коли стала регентшею; на той момент їй було всього 26 років. Під час її правління емір емірів (адмірал) Христодул піднявся до верховенства при дворі, і Палермо стало столицею королівства.
Майже одразу після того, як Аделаїда зайняла посаду регента, у деяких районах Калабрії та Сицилії спалахнули повстання. Записи нормандського ченця Ордеріка Віталіса розповідають, що Аделаїда суворо покінчила з цими епізодами повстанців. Однак використання великої сили для придушення таких повстань не заплямувало її репутації правителя. Справді, історія Рожера I абата Олександра Телезького описує Аделаїду як: «Найрозважливіша жінка, [вона] опікувалася урядом і правила графством».
Грецька та арабська хартія 1109 року описує Аделаїду як «велику правительку, малику Сицилії та Калабрії, захисницю християнської віри».
Старший син Аделаїди, Симон, обійняв престол, коли він досяг відповідного віку (приблизно 8 або 9 років), але помер у 1105 році, залишивши Аделаїду знову регентом, поки Рожер II не досяг повноліття в 1112 році. Другий син Аделаїди, Рожер II, взяв контроль над королівством у 1112 році, але є докази того, що Аделаїда продовжувала відігравати центральну роль в управлінні островом, оскільки її підпис все ще можна побачити на офіційних документах навіть після 1112 року.
Аделаїда, а після неї Рожер II, вирішили правити за допомогою місцевих чиновників, а не імпортувати свиту іноземних радників, визнаючи велику перевагу в їх знайомстві з островом, його людьми та культурою. Подібним чином вона була обережна, щоб щедро жертвувати місцевим грецьким монастирям на Сицилії, щоб заслужити прихильність до існуючої релігійної влади.
Або через її вплив, або під її регентством, її брат Генрі дель Васто отримав Патерно та Бутеру. Генріх (Енріко) був одружений на Фландіні, дочці графа Рожера I. Калабрії та Сицилії.

## Королева-консорт Єрусалиму
Тим часом, у Єрусалимі, після смерті першої дружини Балдуїна Годехільди під час Першого хрестового походу, Болдуїн одружився з вірменською дворянкою, традиційно відомою як Арда. Вона була корисною у союзі з вірменами, поки Балдуїн був графом Едеси, але коли він став королем Єрусалиму в 1100 році, здавалося, йому мало потрібна була вірменська дружина, і Арда була змушена піти в монастир близько 1105 року.
У 1112 році для короля шукали новий шлюб. Арнульф із Шоки, латинський патріарх Єрусалиму, запропонував Балдуїну одружитися з Аделаїдою, оскільки Рожер II був достатньо дорослим, щоб правити Сицилією самостійно. Болдуїн послав послів на Сицилію і дещо поспішно погодився на будь-які умови, які могла мати Аделаїда. Вона вимагала, щоб їхній син, якщо він у них буде, успадкував Єрусалим, а якщо у них не буде дітей, королівство перейде до її власного сина Рожера II. Аделаїда привезла з собою величезну кількість вкрай необхідних грошей, а також кілька мусульманських лучників і тисячу інших сицилійських солдатів.
Аделаїда була вже в середньому віці, і нового спадкоємця не було найближчим часом. Короля звинуватили у двоєжонстві (оскільки Арда була ще жива), а патріарха Арнульфа було скинуто. Папа Пасхалій II погодився відновити його в 1116 році за умови, що він анулює шлюб між Болдуїном і Аделаїдою. Болдуїн погодився після того, як захворів і припустив, що відмова від гріха двоєженства вилікує його. У 1117 році анулювання було здійснено в Акко, і Аделаїда відпливла назад на Сицилію.
Аделаїда померла 16 квітня 1118 року і була похована в Патті. Рожер II був обурений поводженням зі своєю матір'ю і ніколи не пробачив Єрусалимському королівству. Майже тридцять років потому Рожер все ще відмовлявся надати допомогу державам хрестоносців під час Другого хрестового походу. Вільгельм Тірський писав про вплив інциденту:
«Син Аделаїди був безмірно розлючений, тому що її відправили назад. Він зародив смертельну ненависть до королівства та його народу. Інші християнські князі в різних частинах світу, приїжджаючи особисто або даючи щедрі подарунки, розширили наше дитяче царство. Але він і його спадкоємці наразі ніколи не примирилися з нами аж до одного слова друга. Хоча вони могли б полегшити наші потреби радою та допомогою набагато легше, ніж інші князі, але вони завжди пам'ятали свої кривди і несправедливо мстили всьому народу за провину окремої особи».